# 무과립구증
무과립구증(無顆粒球症, 영어: agranulocytosis)은 심각하고 위험한 백혈구 수의 감소(백혈구 감소증, 가장 일반적으로 호중구)를 포함하고 이에 따라 순환하는 혈액에서 호중구 감소증을 유발하는 급성 질환이다. 과립백혈구 감소증(顆粒白血球減少症, 영어: granulopenia), 과립구 감소증(顆粒球減少症), 과립구 결핍증이라고도 한다. 이는 감염과 싸우는 백혈구의 한 가지 주요 부류가 심각하게 부족한 것이다. 이 질환을 앓고 있는 사람들은 면역계가 억제되어 심각한 감염에 걸릴 위험이 매우 높다.
무과립구증에서는 과립구(호중구, 호염기구, 호산구를 포함하는 백혈구의 주요 부류)의 농도가 혈액에서 200개 세포/mm3 미만으로 떨어진다.

## 같이 보기
- 과립구
- 중성구 감소증